# Алексей Владимирович Богачев
Богачев Алексей Владимирович (род. 9 сентября 1962) – доктор исторических наук (2000), российский археолог и историк, исследователь раннесредневековых древностей Среднего Поволжья, популяризатор науки, основатель канала «Археология+» на You Tube, автор художественных историко-приключенческих книг и ряда поэтических сборников.

## Биография
Богачев Алексей Владимирович родился 09.09.1962 года в городе Хвалынске (Саратовской области), но был зарегистрирован в городе Куйбышеве (Самаре).
После окончания средней политехнической школы № 25 г. Куйбышева в 1979 г. поступил на очное отделение исторического факультета Куйбышевского государственного университета.
1979 – 1984 гг. – учеба в КуГУ.
1984 – 1986 гг. – служба в рядах Советской Армии (ЗабВО).
1987 – 1992 гг. – работа на кафедре дореволюционной отечественной истории КуГУ, в Институте истории АН СССР (г. Свердловск), в отделе охраны памятников Министерства культуры Самарской области. Параллельно – учеба в аспирантуре Института археологии АН СССР, где в 1994 г. А.В. Богачев защитил диссертацию на соискание учёной степени кандидата исторических наук.
В 2000 г. в Институте истории материальной культуры РАН (г. Санкт-Петербург) защитил диссертацию на соискание учёной степени доктора исторических наук.
В 1995 году выступил инициатором создания и стал председателем правления общественной организации «Самарский региональный общественный фонд социальных и культурологических программ “Полдень. XXII век”», цель которого – широкое историко-культурное просвещение жителей Самарского региона.
С 2001 по 2003 г. работал в должности профессора на кафедре археологии и истории древнего мира СГПУ, а с 2004 г. заведовал кафедрой Социально-культурного сервиса и туризма в Самарской академии государственного и муниципального управления (САГМУ). С 2009 г. – профессор кафедры в САГМУ.
С 2012 по 2018 год работал деканом факультета гуманитарного образования ФГБОУ ВО «Самарский государственный технический университет» и заведующим кафедрой «Социология, политология и история Отечества».
Результатом научной деятельности А.В. Богачева стали более чем 180 научных работ, вышедших как в России, так и в США, Греции, Израиле, Германии, Венгрии, Болгарии.
В 1990-е годы в рамках возглавляемого им Самарского регионального фонда социальных и культурологических программ «Полдень. XXII век» создано свыше 20 научно-популярных фильмов о культуре, истории и народах Самарского Поволжья.
В 2021 году стал автором научно-просветительского ютуб-канала «Археология+», а в 2024 году открыл Дзен-канал «Археология+».
В разные годы был главным редактором ряда научных журналов: «Вопросы Социально-культурного сервиса и туризма», «Вояджер: мир и человек», «Технополис Поволжья».
Приказом Министерства культуры Российской Федерации от 08.12.2017 г. № 2043 назначен уполномоченным специалистом (экспертом) на осуществление экспертизы.

## Некоторые награды и благодарности
2013 г. – диплом лауреата Губернской премии в области науки и техники (Самарская область).
2014 г. – благодарность Министерства образования и науки Российской федерации.
2016 г. – диплом лауреата Губернской премии в области культуры и искусства за цикл литературно-художественных произведений для детей и юношества (Самарская область).
2017 г. – почетная грамота Министерства образования и науки Российской федерации.

## Монографии, главы в монографиях и учебные пособия
1. Процедурно-методические аспекты археологического датирования (на материалах поясных наборов Среднего Поволжья V – VIII вв.). Самара: «Артефакт», 1992.  207 с.
2.Праболгары на Средней Волге (у истоков истории татар Волго-Камья). Самара: «Полдень. XXII век», 1998. 286 с. (в соавторстве с Р.С. Багаутдиновым, С.Э. Зубовым).
3.Кочевники лесостепного Поволжья V – VIII вв. Самара, 1998. 108 с.
4.История Самарского Поволжья с древнейших времен до наших дней (Ранний железный век и средневековье). М.: «Наука», 2000. Главы V, VI, VII.
5.Самарская область как объект историко-культурного и экологического туризма. Самара: СМИУ, 2005, Введение, Гл. 2.
6.Древние культуры  и этносы Самарского Поволжья: Учебное пособие. Самара: ФГУП «Изд-во «Самарский Дом печати», 2007. С. 5-21, 223-228.
7.Самарское краеведение: археологические эпохи. Самара: СМИУ, 2008. 164 с.
8.Рынок туристских услуг Самарского мегаполиса: монография. Самара: Изд-во «Самарский муниципальный институт управления», 2009. 168 с. (в соавторстве с И.А. Пяткиной).
9.Археология Самарского края: энциклопедический словарь. Самара: «Полдень. XXII век», 2010. 336 с.
10.Славяне, германцы, гунны, болгары на Средней Волге в середине I тыс. н.э. LAP LAMBERT Academic Publishing. Саарбрюкен. 2011. 348 с.
11.Племена Среднего Поволжья во второй половине I тысячелетия нашей эры // История башкирского народа в семи томах. Ин-т истории, языка и литературы УНЦ РАН. Уфа: Гилем. 2012. Т. II. С. 84-98. (в соавторстве с С.Э. Зубовым).
12.Костюм праболгар Среднего Поволжья: конец VII – начало X в.: монография. Самара: Самар. гос. техн. ун-т, 2012. 340 с. (в соавторстве с Д.А. Французовым).
13.Средневековые культуры и этносы Самарского края. Самара: Самар. гос. техн. ун-т, 2014. 126 с.
14.Рутены – руги – русь: века, дороги, судьбы: монография. Самара: Изд-во «Вояджер: мир и человек», 2019. 336 с. (в соавторстве с А.В. Кузнецовым, А.А. Хохловым).
15.Венеды: индоевропейский контекст: монография. Самара: Изд-во «Вояджер: мир и человек», 2022. 336 с. (в соавторстве с А.В. Кузнецовым, А.А. Хохловым).
16.Сарматский рубеж: Волго-Уральская лесостепь IV – VII вв. Самара: Изд-во «Вояджер: мир и человек», 2019. 224 с.

## Художественные книги, поэтические сборники
17.Перебирая четки века. Стихи. Самара: Самарский региональный фонд социальных и культурологических программ «Полдень. XXII век», 2002. 77 с.
18.Сокровища великого хана. Историко-фантастическая повесть. Самара: ФГУП «Изд-во «Самарский Дом печати», 2003. 256 с.
19.Цена снов. Стихи. Самара: Самарский региональный фонд социальных и культурологических программ «Полдень. XXII век», 2004, 75 с.
20.Офицер для личных поручений. Историко-фантастический детектив. – Самара: ФГУП «Изд-во «Самарский Дом печати», 2006. 256 с.
21.Лабиринты: стихи. – Самара: ОАО «Самарский дом печати», 2007. – 128 с.
22.Сокровища великого хана: Историко-фантастическая повесть. М.: Аквилегия-М, 2008. 352 с.
23.Зверята-букварята. Азбука для Лизы: Стихи. Самара: «Инсома Пресс», 2014. 64 с.

## Некоторые статьи, очерки, тезисы
24.Новый могильник эпохи переселения народов на Средней Волге // Congressus Septimus Internationalis Fenno-Ugristarum. Sessiones sectionum dissertationes historica, archaeologica et antropologica. Debrecen.1990. С.15-19. (в соавторстве с С.Э.Зубовым).
25.Хронология раннесредневековых культур Среднего Поволжья и Нижнего Прикамья // Congressus septimus internationalis Fenno-Ugristarum. 2B. Debrecen. 1990. C. 148.
26.Хронология поясных украшений IV-VIII вв. Среднего Поволжья (к процедуре археологического датирования): автореф. дис. … канд. ист. наук. М. 1994. 18 с.
27.К эволюции калачиковидных серег IV - VII вв. в Волго-Камье // Культуры Евразийских степей второй половины I тысячелетия н.э. Самара. 1996. С. 99-114.
28.К вопросу о поздней дате древностей “гуннского круга” // РА. № 3. 1996. С. 186-189.
29.The northern border of the Khazar Khaganat in the Eighth Century // The Khazars. International colloqium. Jerusalem. 1999. P. 6.
30.Кочевники лесостепного Поволжья V-VIII вв.: автореф. дис. … докт. ист. наук. СПб. 2000. 39 с.
31.Проблемы этнокультурного взаимодействия оседлых и кочевых племен Среднего Поволжья в середине 1 тысячелетия //Russian History/Histoire Russe 28, в„–1-4 [Festschrift for Th.S. Noonan, Vol. I, ed. by R.K. Kovalev & H.M. Sherman] (2001). Р. 105-136.
32.The horse of the Pre-bulgarians of the Middle Volga region // 8th EAA annual meeting. Abstracts Book. Thessaloniki, 2002. P. 228 – 229.
33.В поисках стиля: состав и хронология комплексов с пряжками предгеральдических форм // Культуры Евразийских степей второй половины 1 тысячелетия нашей эры (вопросы межэтнических контактов и межкультурного взаимодействия). Самара. 2010. С. 155 – 168.
34.Сталин в Куйбышеве (Самаре): информация к размышлению // Вояджер: мир и человек: теоретический и научно-метедический журнал. Самара. 2012. № 2. С. 3 – 6.
35.К истокам биритуализма погребальной обрядности племен именьковской культуры // Вестник Самарского муниципального института управления. 2013. № 4. С. 33–39.
36.Кармалинское городище // Средневековье. Великое переселение народов (по материалам археологических памятников Самарской области): Научно-популярное издание / Отв. редактор А.В. Богачев. Самара, 2013. С. 119 – 163. (в соавторстве с Л.А. Вязовым, В.В. Гасилиным, В.Н. Мышкиным, Д.В. Серых).
37.Выползовский I курганный могильник ранних болгар на Самарской Луке // Культуры евразийских степей второй половины I тысячелетия н.э. Самара. 1996. С.83-98. (в соавторстве с С.Ф., Ермаковым, А.А.Хохловым).
38.Серьги с многогранником V – VII вв. на Средней Волге и в Предуралье (к вопросу о гото-аланском присутствии в регионе) // Вояджер: мир и человек. № 6. 2016. С. 7–56.
39.К вопросу об археологической идентификации рогов списка «воинственных северных племен» Иордана // Известия Самарского научного центра Российской академии наук. 2016. Т. 18. № 6. С. 219-223.
40.«Роги/руги» Иордана в свете новых археологических открытий в Волго-Камье // Вояджер: мир и человек. № 8. 2017. С. 7 – 35.
41.Расселение ругов/рогов по данным топонимики (таблицы, карты, краткий комментарий) // Вояджер: мир и человек. 2018. № 10. С. 7-29. (в соавторстве с А.А. Богачевым, О.В. Герасимововым, Я.В. Подлобошниковым).
42.Лемовии Тацита в контексте начальной истории ругиев (к вопросу этнической атрибуции племен) // Вопросы археологии Поволжья. Вып. 7. 2018. С. 180 - 193. (в соавторстве с Л.Б. Захаровой, А.В. Кузнецовым).
43.От Вислы до Оби: восточное направление готской экспансии в свете данных письменных источников, топонимики и археологии // Вояджер: мир и человек. 2018. № 11. С. 5-53. (в соавторстве с Л.Б. Захаровой, А.В. Кузнецовым, А.А. Хохловым).
44.К вопросу о гото-венедских контактах в Прибалтике // Труды VI (XXII) Всероссийского археологического съезда в Самаре. В 3-х т./ Отв. редактор А.П. Деревянко, Н.А. Макаров, О.Д. Мочалов. Самара: СГСПУ, 2020. Т. II. С. 140–142. (в соавторстве с А.В. Кузнецовым, А.А. Хохловым).
45.Браслеты, перстни и гривны со спиралевидным декором в Евразии в позднем бронзовом – раннем железном веке (предварительная публикация) // Эпоха всадников на Северном Кавказе: к 90-летию Веры Борисовны Ковалевской. М.: ИА РАН; 2021. С. 237 – 254.